# 巴利达尔瓦
巴利达尔瓦，是西班牙瓦伦西亚自治区卡斯特利翁省的一个市镇。总面积53平方公里，总人口1943人（2001年），人口密度37人/平方公里。